# Workshop
 Der er for få eller ingen kildehenvisninger i denne artikel, hvilket er et problem. Du kan hjælpe ved at angive troværdige kilder til de påstande, som fremføres i artiklen.

En workshop er en arbejdsmetode, hvor en gruppe samles for over et tidsrum at arbejde koncentreret og praktisk med løsningen af en specifik opgave.